# Mark Geiger
Mark Geiger, né le 25 août 1974, est un arbitre américain de football, qui officie internationalement entre 2008 et 2019. 

## Désignations majeures
Il a officié dans plusieurs compétitions majeures :
- Championnat d'Amérique du Nord, centrale et Caraïbe de football des moins de 20 ans 2011 (3 matchs dont la finale).
- Coupe du monde de football des moins de 20 ans 2011 (4 matchs dont la finale).
- JO 2012 (2 matchs).
- Gold Cup 2013 (2 matchs).
- Coupe du monde des clubs de la FIFA 2013 (1 match).
- Coupe du monde de football 2014 (3 matchs).
- Gold Cup 2015 (3 matchs, dont un match de barrage préliminaire au tournoi).
- Copa América Centenario (1 match).
- Coupe des confédérations 2017 (2 matchs).
- Gold Cup 2017 (1 match).
- Coupe du monde de football 2018 (3 matchs).

## Controverses
Match amical Brésil-Colombie
Geiger s'est fait connaître lors d'un match amical Brésil-Colombie, le 14 novembre 2012, en sifflant un pénalty imaginaire pour le Brésil que Neymar fit exprès de rater.
Huitième de finale France-Nigéria
Il devint le premier arbitre américain à officier en 8e de finale d'une Coupe du monde lors de France-Nigeria, le 30 juin 2014 au Brésil. Il se contenta de brandir un simple carton jaune à Blaise Matuidi, coupable d'une agression sur le Nigérian Ogenyi Onazi, obligé de quitter le stade en chaise roulante. En outre, il fit preuve d'une clémence incroyable envers Patrice Évra, auteur d'une faute sur Peter Odemwingie dans la surface de réparation, et Olivier Giroud, coupable d'un coup de coude volontaire dans le visage de John Obi Mikel.
Demi-finale Panama-Mexique
Durant la Gold Cup 2015, son arbitrage lors de la demi-finale Panama-Mexique du 22 juillet 2015 a été l'objet de nombreuses critiques en raison de décisions arbitrales très litigieuses dont l'expulsion d'un joueur panaméen (Luis Tejada) dès la 25e minute et surtout un pénalty imaginaire concédé au Mexique à la 88e minute de jeu alors qu'il était mené 1-0. Pendant les prolongations, il accordera un deuxième pénalty contestable aux Mexicains. Ce match a suscité de vives indignations des joueurs panaméens qui ont menacé d'abandonner le terrain de jeu à la suite du premier pénalty,. Geiger finira par reconnaître ses défaillances lors de cette rencontre et que ces « erreurs ont influencé le résultat du match ».
Match de poule Maroc-Portugal
Alors que le joueur marocain Nordin Amrabat l'aurait accusé d'avoir demandé le maillot de Cristiano Ronaldo, à la fin de la rencontre entre le Maroc et le Portugal de la Coupe du monde 2018 en Russie, la FIFA prend la défense de Mark Geiger et dément fermement cette accusation.
Huitième de finale Colombie-Angleterre
Désigné par la FIFA en tant qu'arbitre du 8e de finale de la Coupe du monde 2018 opposant les équipes de Colombie et d'Angleterre, le 3 juillet 2018, il accorde à la 57e minute un pénalty plus que litigieux à Harry Kane, sans consulter l'arbitrage vidéo, alors qu'il avait la possibilité de le faire. Radamel Falcao, capitaine de la Colombie, l'accuse d'avoir favorisé outrageusement les Anglais. « C'est une honte qu'il soit arrivé en huitièmes de finale » d'après ses dires. Même l'Argentin Diego Maradona s'en mêle et parle de « vol monumental souffert par la Colombie ».